# Pyttysaari (ö i Mellersta Finland)
Pyttysaari är en ö i Finland. Den ligger i sjön Jämsänvesi och Petäjävesi och i kommunen Petäjävesi i den ekonomiska regionen  Jyväskylä ekonomiska region  och landskapet Mellersta Finland, i den södra delen av landet, 230 km norr om huvudstaden Helsingfors. Öns area är 0,3 hektar och dess största längd är 70 meter i öst-västlig riktning.